# Victor Vernicos
Victor Vernicos Jørgensen (em grego: Βίκτωρ Βερνίκος Γιούργκενσεν; Atenas, 23 de Outubro de 2006) é um cantor e compositor grego. Representou a Grécia no Festival Eurovisão da Canção de 2023 com a canção «What They Say», mas não conseguiu chegar à final.

## Biografia
Victor Vernicos nasceu em Outubro de 2006 em Atenas, filho de pai dinamarquês e mãe grega. Começou a ter aulas de piano aos quatro anos de idade, de canto aos oito e de guitarra aos dez. Começou a escrever as suas próprias canções aos 11 anos e tem vindo a produzir a sua própria música desde 2021, naquele ano Vernicos lançou pela primeira vez uma canção que foi escrita e produzida inteiramente por ele próprio.
Em 2022, Vernicos anunciou que tinha apresentado uma canção à rádio e televisão pública da Grécia, para ser considerada como uma possível entrada no Festival Eurovisão da Canção de 2023. A 28 de Dezembro de 2022, foi revelado que a sua canção «What They Say» estava entre as sete seleccionadas. Posteriormente, passou para os três candidatos finais. 
A 30 de Janeiro de 2023, foi anunciado pela rádio e televisão pública da Grécia que Vernicos tinha sido seleccionado para representar a Grécia no Festival Eurovisão da Canção de 2023. Vernicos será o artista mais jovem a representar a Grécia no Festival Eurovisão da Canção, e o mais novo desta edição.

## Discografia

### Singles
- 2020 – "Apart"
- 2021 – "Fake Club"
- 2021 – "Hope It's in Heaven"
- 2022 – "Youthful Eyes"
- 2022 – "Mean To"
- 2022 – "Out of This World"
- 2022 – "Brutally Honest with You"
- 2023 – "What They Say"